# Liên kết tam nhị
Liên kết tam nhị là một liên kết hóa học thiếu điện tử (electron-deficient chemical bond) khi 2 nguyên tử hình thành liên kết có chung 2 electron. Để đơn giản, người ta còn gọi liên kết này là liên kết 3c-2e (3-center 2-electron bond)

## Hợp chất của Bo

Điboran.

Liên kết 3c-2e được tìm thấy ở các hợp chất của Bo, chẳng hạn như điboran (B2H6). Hai electron trong liên kết B-H-B là minh họa cho liên kết 3c-2e.

## Cacbocation
Phản ứng chuyển vị cacbocation xảy ra thông qua trạng thái chuyển tiếp liên kết 3 tâm.
Các ion carbon thường có liên kết 3c-2e